# Huperzia talamancana
Huperzia talamancana là một loài thực vật có mạch trong Họ Thạch tùng. Loài này được B. Øllg. mô tả khoa học đầu tiên năm 1993.

## Hình ảnh

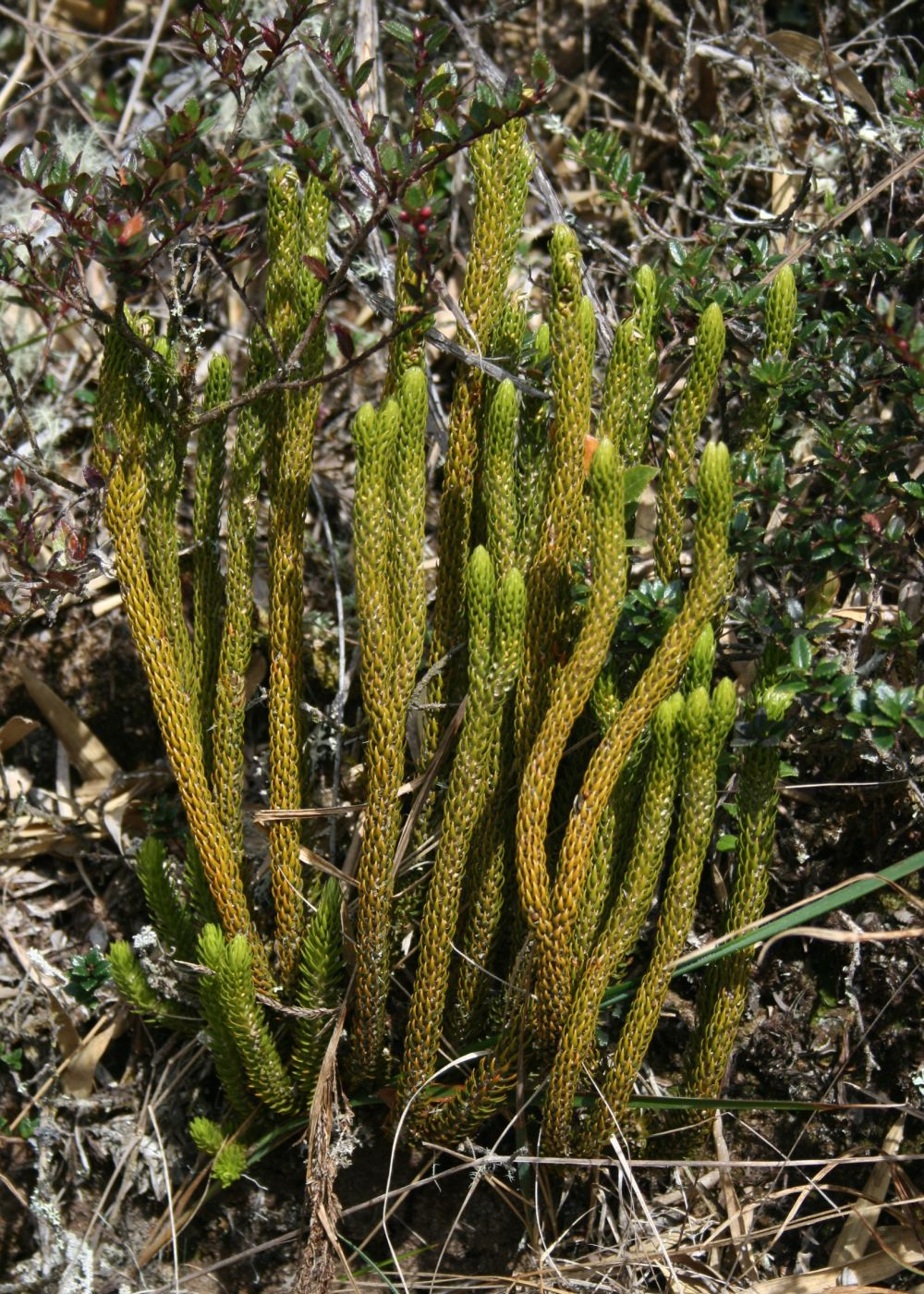